# أماندا لوكاس
أماندا لوكاس (بالإنجليزية: Amanda Lucas)‏ هي لاعبة كرة الشبكة أسترالية، ولدت في 7 سبتمبر 1983.